# Ухта (притока Іжми)
Ухта — річка в Республіці Комі, ліва притока річки Іжми (басейн Печори).